# Heinrich Menu von Minutoli

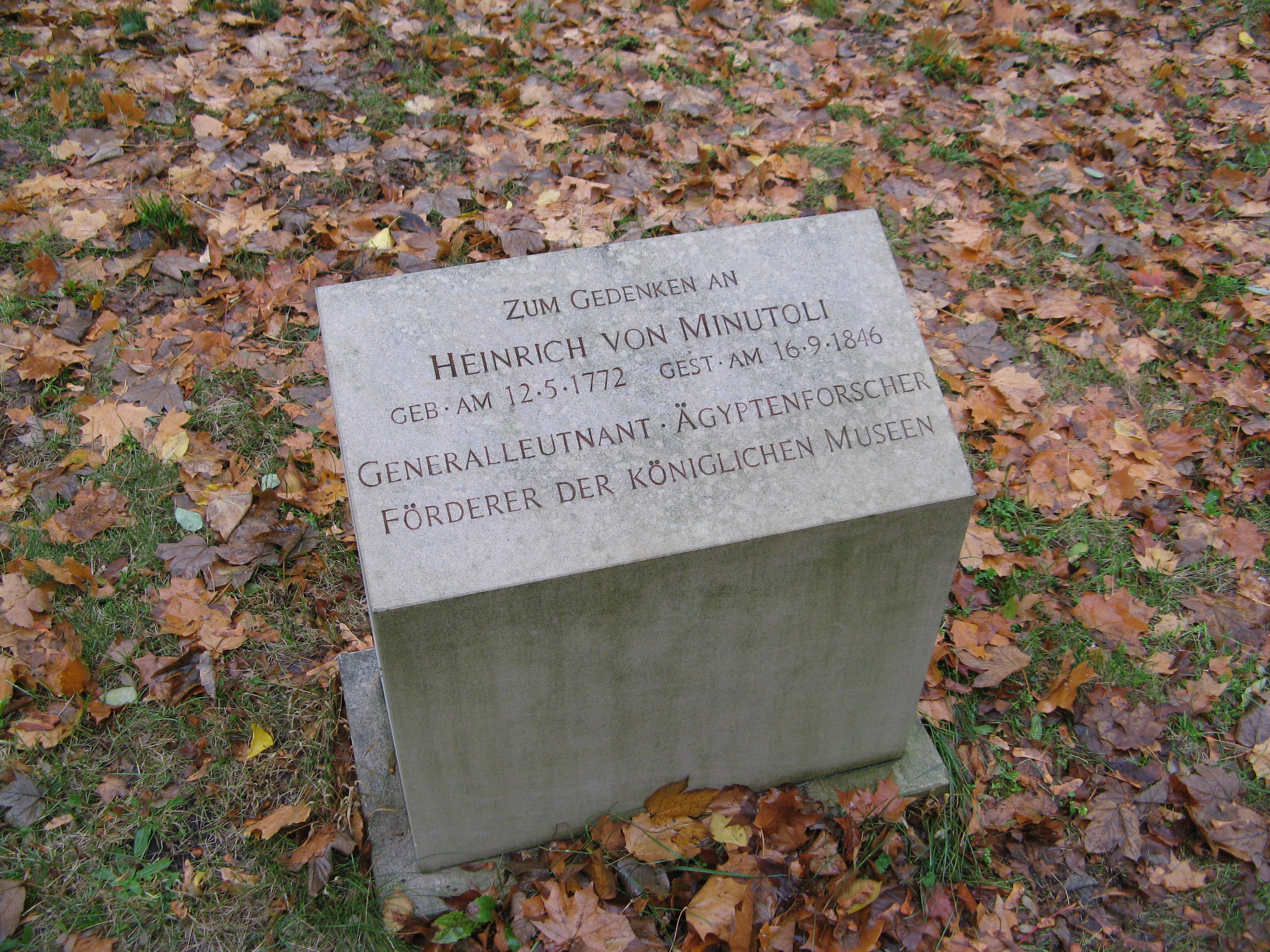
La sua lapide

Heinrich Menu von Minutoli (Ginevra, 12 maggio 1772 – Berlino, 16 settembre 1846) è stato un militare, esploratore e archeologo svizzero.

## Biografia
Minutoli ricevette un'educazione completamente privata, prima di frequentare la scuola secondaria a Karlsruhe (dal 1782 al 1784), ed apprendere ingegneria militare da un capitano austriaco. Nel 1786, all'età di 14 anni, entrò a far parte dell'esercito prussiano grazie allo zio Moritz, un generale prussiano. Fu bombardiere per due anni nell'artiglieria, per poi ricevere nel 1789 un'istruzione da ufficiale in un reggimento di fanteria di stanza a Magdeburgo.  Nello stesso anno, dato che l'addestramento non lo soddisfaceva intellettualmente, imparò la lingua greca, il latino, l'italiano e l'inglese. Fu congedato a soli 21 anni dopo aver subito un grave infortunio durante la difesa di forte Gustavsburg a Magonza il 29 giugno 1793, nell'assedio di Magonza.
Fu richiamato nel 1794 col grado di Stabskapitän, insegnante ed istruttore dei cadetti nobili di Berlino, gruppo che guidò  partire dal 1797. Nel 1810 Federico Guglielmo III di Prussia lo nominò tutore del figlio di 9 anni, il principe Carlo.
Minutoli era molto interessato all'arte antica e, dopo che il principe Carlo divenne adulto, Minutoli svolse numerosi viaggi all'estero. Fu incaricato nel 1820 della direzione di una spedizione che, fino all'agosto del 1821, fu finanziata dal governo egiziano. Fu accompagnato, tra gli altri, dagli scienziati Friedrich Wilhelm Hemprich e Christian Gottfried Ehrenberg, dal professore di architettura Liman e dall'orientalista Scholz. La collezione di oggetti di Minutoli, di cui buona parte si perse in un naufragio, fu acquistata dal re di Prussia per 22000 talleri, e costituì la base della collezione egizia dell'Ägyptisches Museum und Papyrussammlung di Berlino.
Heinrich Menu von Minutoli sposò Wolfradine von Schulenburg (anch'essa nota egittologa) da cui ebbe tre figli: Julius, Adolph e Alexander.
Poco dopo essere stato nominato membro dell'Accademia Cesarea Leopoldina, Minutoli si congedò (col grado di Generalleutnant) ritirandosi a Losanna. Morì nel 1846 e venne sepolto all'Alte Garnisonfriedhof di Berlino.

## Opere
- Militärische Erinnerungen a. d. Tagebuche, 1845
- Der Feldzug der Verbündeten in Frankreich im Jahre 1792. Striese, Berlino 1847
- Beiträge zu einer künftigen Biographie Friedrich Wilhelms III. so wie einiger Staatsdiener und Beamten seiner nächsten Umgebung. Aus eigener Erfahrung und mündlich verbürgten Mittheilungen zusammengetragen, Mittler, Berlino 1843-44
- Der Graf von Haugwitz und Job von Witzleben. Eine Zugabe zu meiner Schrift, betitelt: Beiträge zu einer künftigen Biographie Friedrich Wilhelms III. so wie einiger Staatsdiener und Beamten seiner nächsten Umgebung. Logier, Berlino 1844
- Über antike Glasmosaik (Berlino 1814)
- Reise zum Tempel des Jupiter Ammon und nach Oberägypten. Berlino (1824, con Atlas)
- Über die Anfertigung und Nutzanwendung der farbigen Gläser bei den Alten (1837)
- Friedrich und Napoleon (Berlino 1840)